# Raštani
Raštani (makedonska: Раштани) är en ort i Nordmakedonien. Den ligger i den sydvästra delen av landet, 110 kilometer söder om huvudstaden Skopje. Raštani ligger 662 meter över havet och antalet invånare är 167.